# Acteocina knockeri
Acteocina knockeri is een slakkensoort uit de familie van de Tornatinidae. De wetenschappelijke naam van de soort is voor het eerst geldig gepubliceerd in 1871 door E. A. Smith.